# Risby Kirke
Risby Kirke er en kirke, beliggende ved vejen fra Mysunde til Kappel i landsbyen Risby på halvøen Svans i Sydslesvig i den nordtyske delstat Slesvig-Holsten. Kirken er sognekirke i Risby Sogn.

## Beskrivelse
Kirken med dens markante vesttårn er opført i 1100-tallet i mursten ved siden af en gravhøj fra bronzealderen. Den har krydshvælv i koret med kalkmalerier fra 1600-tallet. Koret ender i en halvkreds. Granitdøbefonten med arabesker fra romansk tid er fra 1200-tallet, ligeså den sengotiske korsfæstelsesgruppe. På døbefontens fod er der placeret menneskehoveder og et stærkt stiliseret livstræ. Den søjleinddelte prædikestol er fra omkring år 1600. Både Prædikestolen og døbefontens låg i manieristisk stil er skænket 1649 af Kai af Ahlefeldt fra det nærliggende Sakstrup gods. Den tredelte altertavle i barokstilen er fra anden halvdel af 1600-tallet. Den er flankeret af to udskårne figurer fremstillende apostlene Peter og Paulus. Alterfrontalen (alterbordets forside) er fra 1400-tallet. Den viser i midten Jesus med de fire evangelisters symboler og de 12 apostle med symbolske ord, der tillægges hver apostel. Alterbordet forside viser i midten Jesus med de fire evangelisters symboler og de 12 apostle med symbolske ord, der tillægges hver apostel. Kirkens orgel er et Marcussen-orgel fra 1878, som blev senest restaureret i 2014. Det antages, at stenene fra det nedbrudte kapel med navn Den mørke Stjerne ved Sliens bred ved Bonert i Kosel Sogn blev i 1800-tallet anvendt til at udbedre kirken med. Uden for kirken er der bygget et begravelseskapel. 1702 kom en klokkestabel og gravhøjen til. Klokkehuset var af træ. Kirken var i middelalderen viet til Apostlen Peter.
Menigheden er i 2020 slået sammen med nabo-menigheder fra Borreby-Land, Karby, Siseby og Vabs Sogne, således at næsten hele Svans-området er nu samlet i en menighed under den lutherske nordtyske landskirke. Ved siden findes der også danske menigheder i omegnen såsom i Egernfjord, Kappel og tidligere også i Risby selv.

## Billeder
- Kirkens indre med orglet
- Kirkeskibet med prædikestolen
- Alterfrontalen